# NCSM Skeena (D59)
Pour les articles homonymes, voir D59.
Le NCSM Skeena (D59) est un destroyer de la Marine royale canadienne des Forces canadiennes. Il fut l'un des deux navires de la classe River spécifiquement construit pour le Canada par la John I. Thornycroft & Company de Southampton en Angleterre. Il est issu de la classe de destroyers conventionnels britanniques de classe A.

## Historique
Il fut en service de 1931 à 1945. Il se perdit lors d'une tempête le 24 octobre 1944 et fut ancré à Reykjavik en Islande. Il connut alors la perte de quinze membres d'équipage. Il fut retiré du service en juin 1945 et vendu à l'Islande qui le détruisit. Son hélice est utilisée comme mémorial près du terminal de ferry de l'île Viðey.

### Escorte des convois HX
Il participe à l'escorte de plusieurs convois HX.
| Date          | Convois escortés                             |
| ------------- | -------------------------------------------- |
| Octobre 1939  | convoi HX 2                                  |
| Novembre 1939 | convoi HX 10                                 |
| Décembre 1939 | convois HX 11, HXF 11, HX 12, HX 13 et HX 14 |
| Janvier 1940  | convoi HX 18                                 |
| Février 1940  | convois HX 19 et HX 22                       |
| Mars 1940     | convois HX 24, HX 26, HX 28 et HX 30         |
| Avril 1940    | convois HX 33, HX 36 et HX 38                |
| Mai 1940      | convois HX 40, HX 43, HX 44 et HX 45         |

## Annexe